# یواس‌اس چیچوتا (اس‌پی-۶۵)
یواس‌اس چیچوتا (اس‌پی-۶۵) (به انگلیسی: USS Chichota (SP-65)) یک کشتی بود که طول آن ۸۱ فوت (۲۵ متر) بود. این کشتی در سال ۱۹۰۱ ساخته شد.